# Rhamnus alaternus

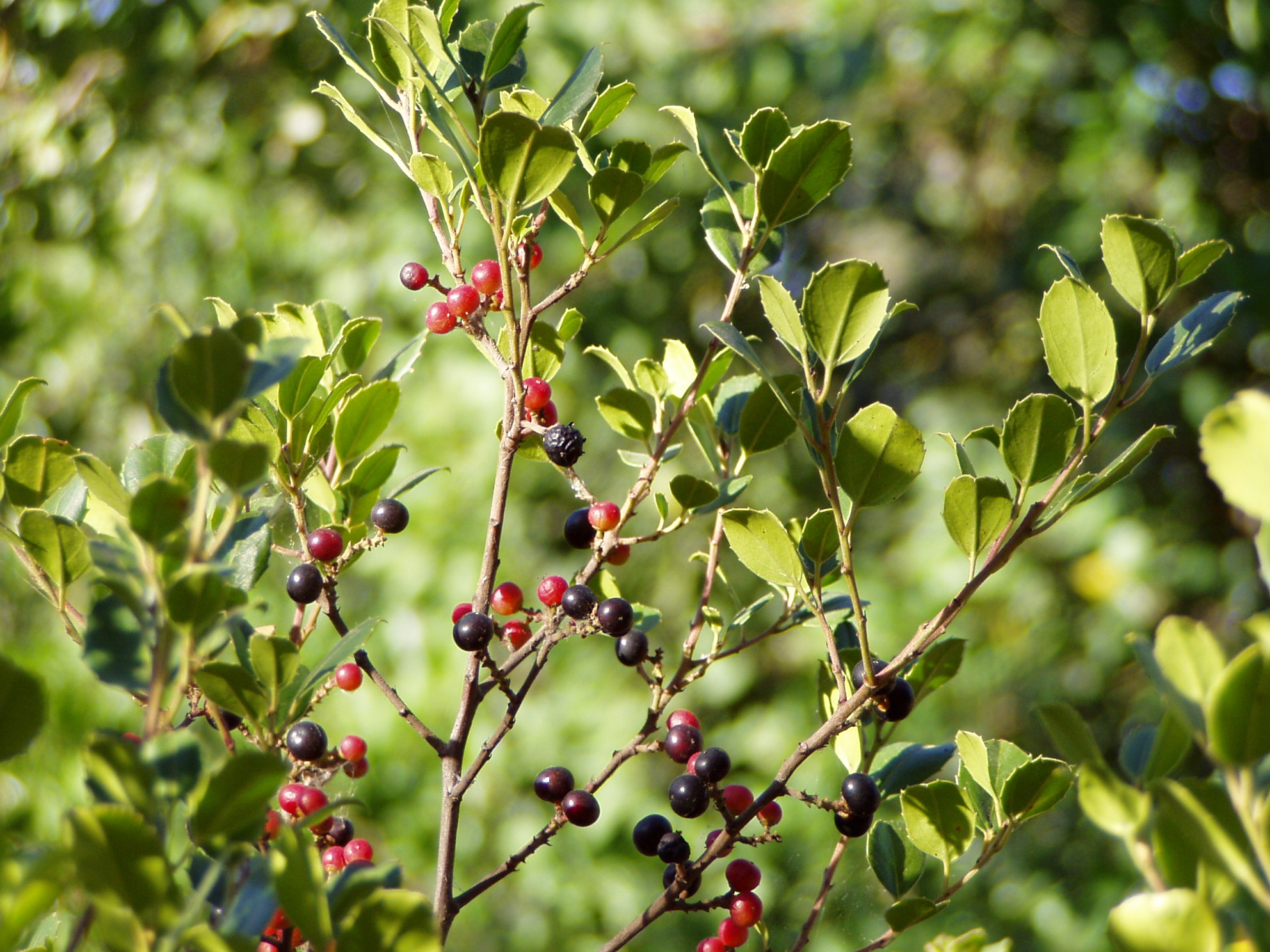
Rhamnus alaternus

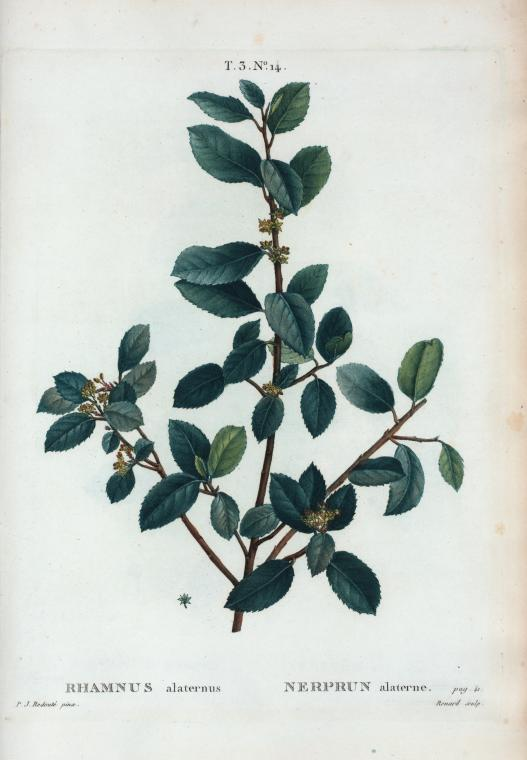
Ilustración

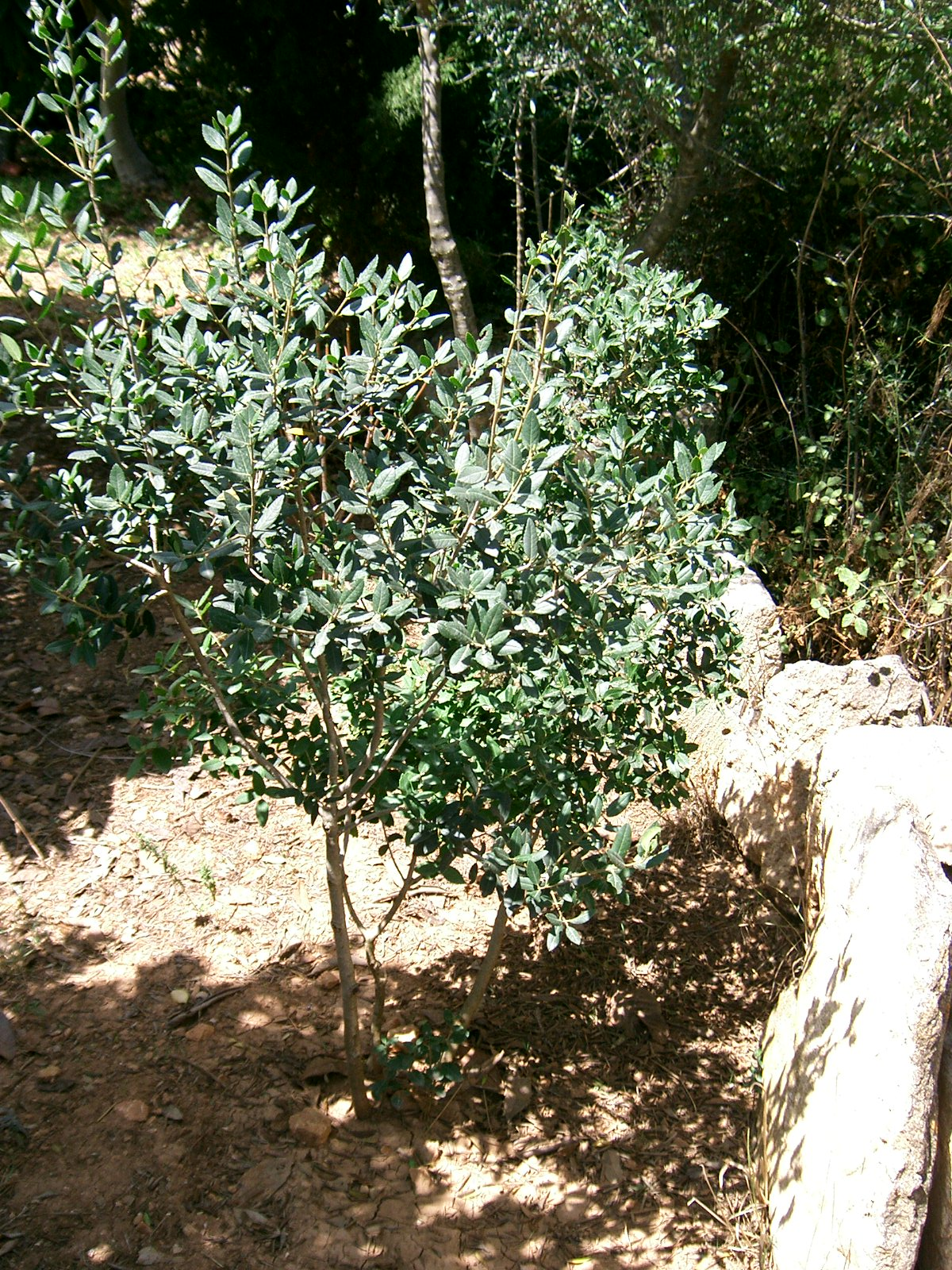
Vista de la planta

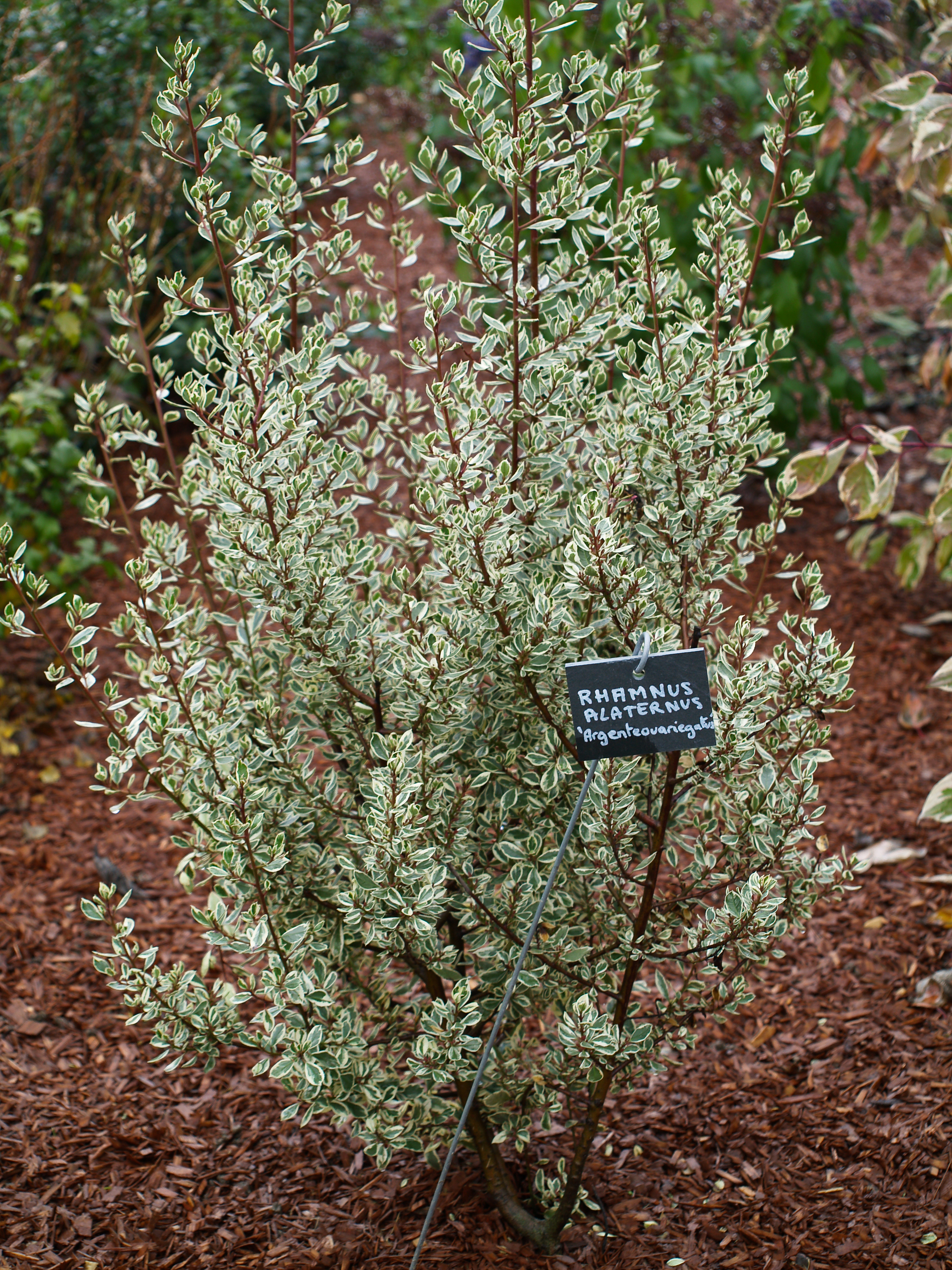
Vista de la planta

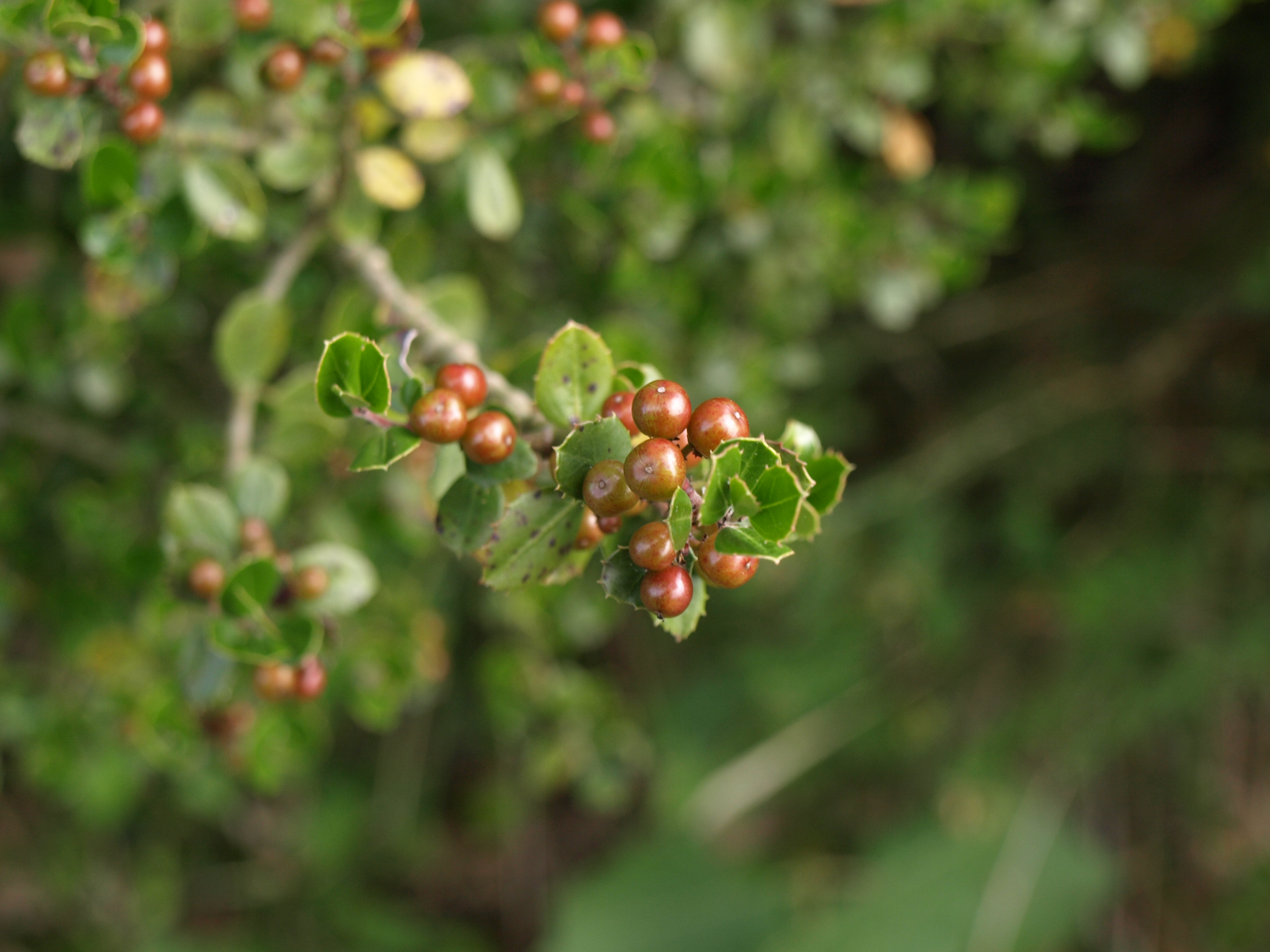
Detalle de las bayas y hojas de Rhamnus alaternus

Rhamnus alaternus conocido popularmente como aladierna, aladierno, alaterno o carrasquilla, es un pequeño árbol perenne y dioico de la familia de las ramnáceas característico de la región del Mediterráneo.

## Descripción
Es una mata pequeña, un arbusto o un árbol que alcanza de 1 a 5 metros de altura. Puede ser un árbol muy robusto de hojas relativamente grandes pero habitualmente su follaje es poco denso. Su porte, su aspecto e incluso el tamaño de las bayas dependen de la cantidad de agua de la que dispone.  
Las hojas están situadas en disposición alterna y son más o menos coriáceas y lampiñas. Las hojas son variables en tamaño, de 2-6 cm, y variables en color (verde claro amarillento a verde oscuro brillante) y variables en forma: de lanceoladas a ovaladas, agudas o romas, enteras o dentadas que pueden ser parecidas a las de las carrascas. Tiene flores olorosas de cuatro pétalos, diminutas, que florecen en marzo. Flores pequeñas y verdosas, agrupadas en cortos racimos densos. Los frutos son unas bayas negras de 4-6 mm, que permanecen rojas algún tiempo, antes de madurar. fructifica en verano. Es de las primeras especies en madurar que son consumidas por los pájaros y en julio ya pueden verse en forma de mata o árbol con abundantes bayas minúsculas que también son recogidas por las hormigas. Cada baya tiene de 2 a 4 semillas oscuras, habitualmente 3, algo más pequeñas que un grano de mijo.
Es propio de los bosques, maquis y matorrales de la región mediterránea. Son muy resistentes a la sequía.Crece en todo tipo de terrenos, calizos o silíceos. Aguanta bien los suelos pedregosos e incluso puede vivir en las grietas de las rocas.

## Propiedades
Sus frutos tienen propiedades medicinales y pueden utilizarse con precaución como laxante.También está indicado como astringente.

## Taxonomía
Rhamnus alaternus fue descrita por Carlos Linneo y publicado en Species Plantarum 1: 193–194, en el año 1753.
Etimología
Rhamnus: nombre genérico que deriva de un antiguo nombre griego para el espino cerval.
alaternus: epíteto que significa "nombre en latín para un incierto arbusto".
Citología
Número de cromosomas de Rhamnus alaternus (Fam. Rhamnaceae) y táxones infraespecíficos: 
2n=24
Subespecies
Tiene tres subespecies:
- Rhamnus alaternus L.  subsp. alaternus
- Rhamnus alaternus L. subsp. myrtifolia (Willk.) Maire
- Rhamnus alaternus L. subsp. pendula (Pamp.) Jafri

Sinonimia
- Rhamnus clusii Willd.
- Rhamnus myrtifolia Willk.[9]
- Alaternus angustifolia Mill.
- Alaternus balearica Duhamel ex Steud.
- Alaternus glabra Mill.
- Alaternus hispanicus Steud.
- Alaternus latifolia Mill.
- Alaternus phylica Mill.
- Alaternus rotundifolia Steud.
- Alaternus variegata Steud.
- Rhamnus alaternus var. angustifolia DC.
- Rhamnus alaternus var. hispanica DC.
- Rhamnus alaternus var. vulgaris DC.[10]

## Nombres comunes
- Castellano: agracejo, aladierna, aladierno, aladirna, alaterno, alibierno, alidierno, alitierno, árbol de la medicina, bayón, biondo, carrasquilla, carrasquillas, cascaborra, chaparro bruco, chaparro mesto, coscollina, coscollino, coscujina, durillo, enllecto, ernesto, espino, granadillo, laderna, ladierna, ladierna andaluza y portuguesa, ladierno, linterna, madierno, mesto, nevadilla, palo de Bañón, palo durillo, palomesto, palo mesto, palo-mesto, palo santo, prezuera, sangredo, sangricio, sanguino, sanguinos, tiñitas, palo-santo, ladierna portuguesa, arbustillo...